# کالین برجس (موسیقی‌دان)
کالین برجس (انگلیسی: Colin Burgess; ۱۶ نوامبر ۱۹۴۶ – ح. ۱۵ دسامبر ۲۰۲۳) موسیقی‌دان اهل استرالیا بود که بین سال‌های ۱۹۶۷ تا ۲۰۲۳ میلادی فعالیت می‌کرد. وی از نوامبر ۱۹۷۳ تا فوریه ۱۹۷۴ نوازنده گروه موسیقی راک استرالیایی ای‌سی/دی‌سی بود.